# Укање
Укање (словен. Ukanje, итал. Ucagne) је насељено место у општини Канал об Сочи, Горишка регија, Словенија.

## Историја
До територијалне реорганизације у Словенији било је у саставу старе општине Нова Горица.

## Становништво
У попису становништва из 2011. године, Укање је имало 47 становника.
| Број становника према пописима | Број становника према пописима | Број становника према пописима |
| ------------------------------ | ------------------------------ | ------------------------------ |
| 1991                           | 2002                           | 2011                           |
| 63                             | 50                             | 47                             |

Напомена: Године 1952. повећана за насеља Бајти, Бритоф и Маркичи, која су укинута.